# Lateinschule Alfeld

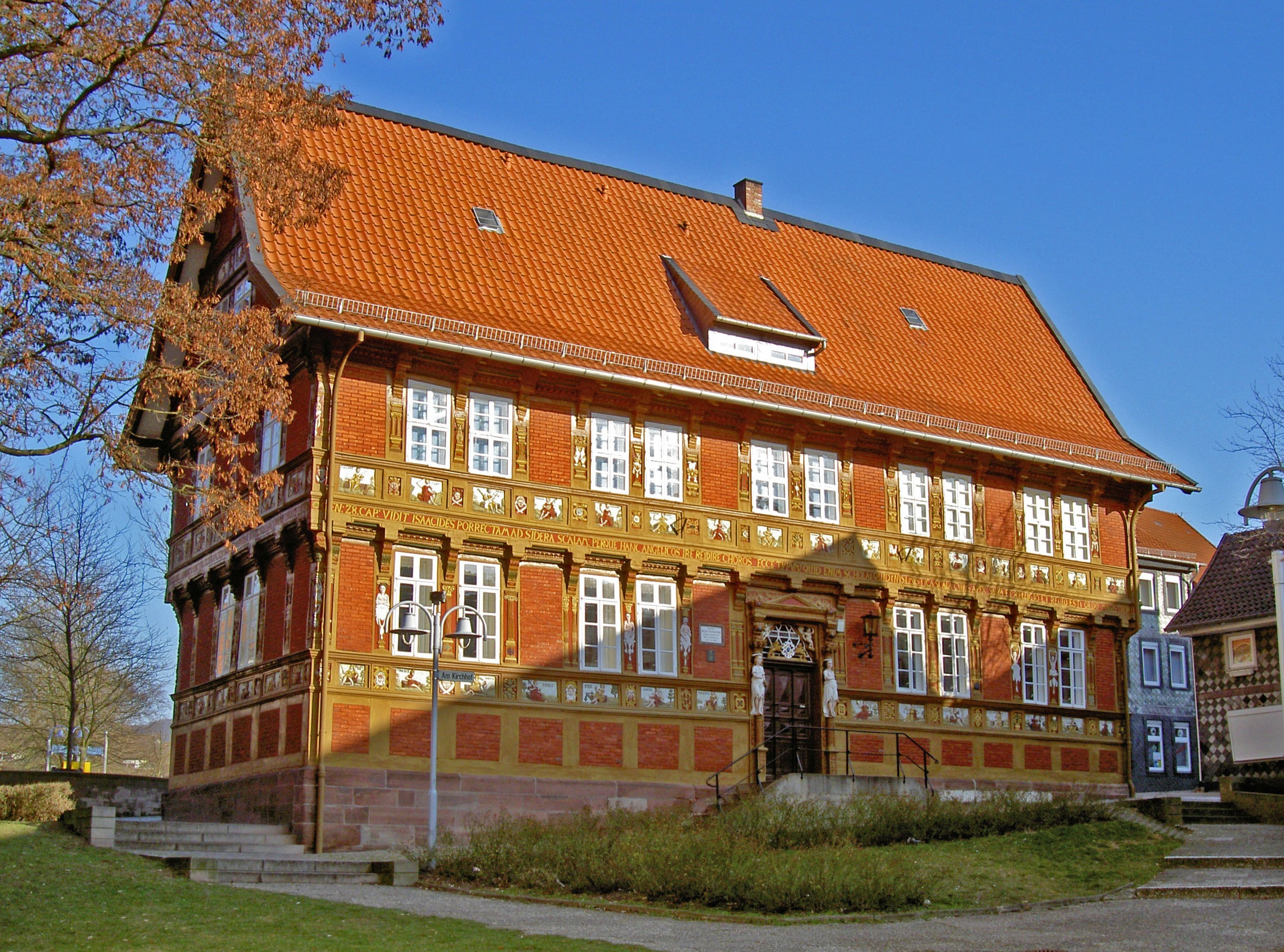
Alfeld, Lateinschule (2010)

Die Lateinschule ist ein historisches Fachwerkhaus in Alfeld, Niedersachsen (Adresse: Am Kirchhof 5). Mit seinem reichen Bild- und Architekturschmuck ist es ein herausragendes Beispiel der Hildesheimer Holzbaukunst. Das Haus wurde (inschriftlich datiert) „1610“ erbaut und mehrfach restauriert. Heute befindet sich in ihm das Alfelder Stadtmuseum.

## Geschichte

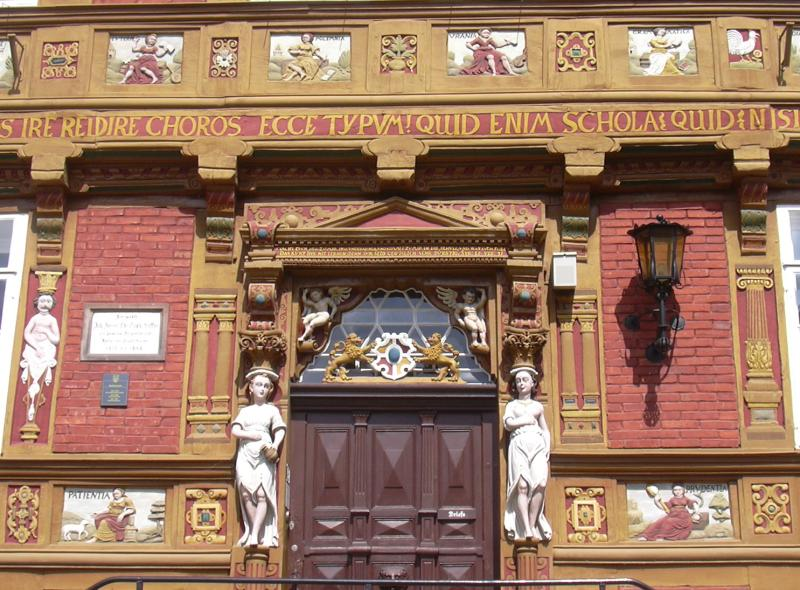
Portalzone (2005)

Die Alfelder Lateinschule reicht als Institution bis ins Mittelalter zurück und dokumentiert die frühe Mittelpunktsbedeutung der Archidiakonatskirche St. Nicolai. Als das vorangegangene Schulgebäude um 1600 baufällig geworden war, rief Superintendent Bartholomäus Sengebär eine Sammlung von Geld- und Sachspenden für einen Neubau aus. Nach zehn Jahren war das repräsentative Gebäude fertiggestellt. Inschrift und Bildprogramm dürften vom Superintendenten maßgeblich mitbestimmt worden sein. Als Lateinschule diente die Lehranstalt vor allem der Ausbildung künftiger Geistlicher, Rechtsgelehrter und Ärzte. 1784 wurde die Lateinschule in eine Bürgerschule umgewandelt. Ab 1813 beherbergte das Gebäude ein Lehrerseminar; seit 1928 ist es Museum.

## Architektur
Der freistehende, zweigeschossige Eichenfachwerkbau ist 7,95 Meter breit und 19,20 Meter lang und auf einem roten (Röllinghäuser) Sandsteinsockel aufgesetzt. Die (mehrfach, zuletzt 1982 erneuerten) Gefache sind mit rotem Sichtziegelmauerwerk geschlossen; dagegen sind die Zonen der Fensterbrüstungen mit beschnitzten Holzbohlen geschlossen. Die Fenster sind seit dem 19. Jahrhundert paarweise angeordnet. Das Obergeschoss kragt in zeitgenössisch typischerweise kräftig vor, so dass mit Knaggen, Balkenköpfen und Füllhölzern eine markante Fassadengliederung gebildet wird. Sämtliche Holzflächen sind mit Schrift- und Bildschnitzerei verziert und farbig gefasst.
Die Rahmung der Tür besteht aus Karyatiden-Säulen mit Korintherkapitellen. Das Wappen der Stadt wird von zwei Löwen gehalten.
Das Gebäude wurde 1610 vom Hildesheimer Andreas Steiger erbaut.

## Bildprogramm

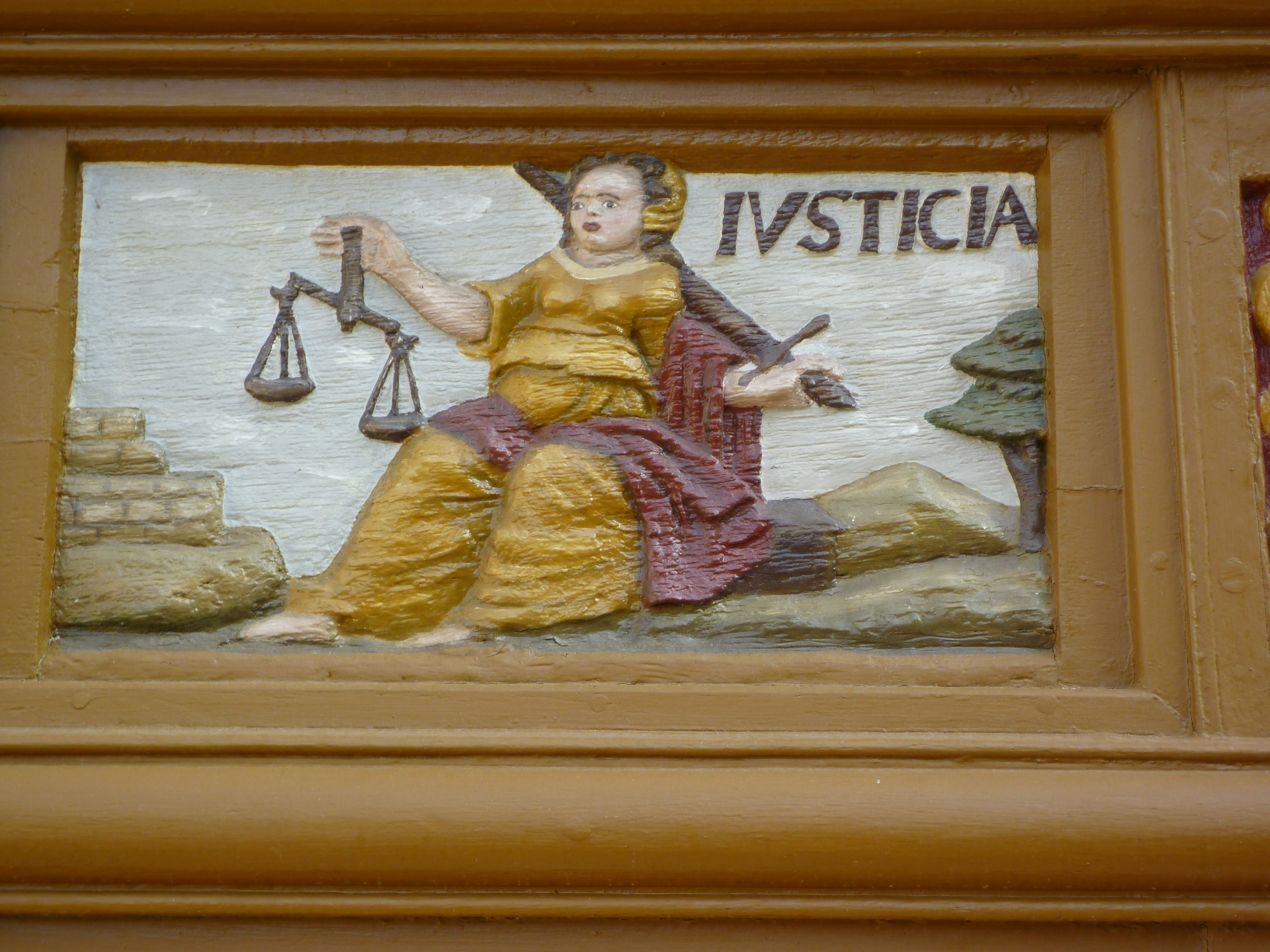
Bildtafel „Justitia“

Den Hauptschmuck des Gebäudes bilden die geschnitzten Füllungen der Fensterbrüstungen sowie die Inschriften. Nach der Baurechnung ist der reiche Figurenschmuck unter Leitung des Hildesheimer Bildschnitzers „Meister Andreas Steiger“ in der Stadt Alfeld selbst angefertigt worden.
Der Architekturschmuck entfaltet das Weltbild und den Bildungskanon der Erbauungszeit. In querrechteckigen Reliefbildern sind über 100 allegorische, mythische und historische Figuren dargestellt, die alle Dimensionen des Humanen repräsentieren sollen: Sinne und Künste, Moral und Tugenden, Wissenschaften und Glaube.
Das Bildprogramm umfasst neben Engeln und Karyatiden:
| Westseite     | Ostseite                  | Südseite            | Nordseite           |
| ------------- | ------------------------- | ------------------- | ------------------- |
| Ovid          | Adam und Eva              | Johannes            | Josua               |
| Salomo        | Seth                      | Matthäus            | Ehud                |
| Tibull        | Henoch                    | Markus              | Schamgar            |
| David         | Jakobs Traum              | Lukas               | Gideon              |
| Marcellinus   | Jakobs Traum              | Christus            | Jefta               |
| Judith        | Noah                      | Johannes der Täufer | Samson              |
| Euterpe       | Eleasar                   | Timotheus           | Eli                 |
| Polyhymnia    | Pinchas                   | Petrus              | Micha               |
| Urania        | Abjatar                   | Stephanus           | Levi                |
| Clio          | Abraham                   | Paulus              | Urija               |
| Calliope      | Isaak                     | Aaron               | Martin Luther       |
| Erato         | Sem                       | Mose                | Philipp Melanchthon |
| Thalia        | Josef                     | Zacharias           | Galen               |
| Melpomene     | Moses Rettung             | Apollos             | Hippokrates         |
| Terpsichore   | Mose mit den Gebotstafeln | Simeon              | Tribonianus         |
| Geometrie     | Aaron                     | Tertullus           | Bartolus            |
| Astronomie    | Jesaja                    | Saul                | Gesichtssinn        |
| Grammatik     | Jeremia                   | David               | Vernunft            |
| Rhetorik      | Ezechiel                  | Salomo              | Geschmackssinn      |
| Arithmetik    | Daniel                    | Josafat             | Geruchssinn         |
| Musik         | Micha                     | Hiskija             | Tastsinn            |
| Dialektik     | Nahum                     | Joschija            | Gehör               |
| Mäßigung      | Hosea                     |                     |                     |
| Klugheit      | Joel                      |                     |                     |
| Gerechtigkeit | Amos                      |                     |                     |
| Tapferkeit    | Obadja                    |                     |                     |
| Geduld        | Jona                      |                     |                     |
| Glaube        | Sacharja                  |                     |                     |
| Hoffnung      | Habakuk                   |                     |                     |
| Liebe         | Zefanja                   |                     |                     |
|               | Haggai                    |                     |                     |
|               | Maleachi                  |                     |                     |

## Inschrift
Die vier Seiten des Gebäudes umläuft auf dem Schwellbalken des Obergeschosses eine geschnitzte lateinische Inschrift. Der Text verwendet das Bild der Himmelsleiter und spielt zugleich mit der Klangverwandtschaft von schola („Schule“, sprich skola) und scala („Leiter, Treppe“). Beginnend auf der Portalseite lautet die Inschrift:
| Text                                                     | Übersetzung                                                                   |
| GEN 28 CAP                                               | Genesis Kapitel 28                                                            |
| VIDIT ISAACIDES PORRECTAM AD SIDERA SCALAM,              | Der Isaakssohn sah eine Leiter, aufgerichtet bis zu den Gestirnen,            |
| PERQUE HANC ANGELICOS IRE REDIRE CHOROS.                 | und auf ihr Engelchöre hin- und wiedergehen.                                  |
| ECCE TYPUM!                                              | Siehe, ein Vorbild!                                                           |
| QUID ENIM SCHOLA?                                        | Denn was ist die Schule?                                                      |
| QUID NISI MYSTICA SCALA,                                 | Was sonst als eine mystische Leiter,                                          |
| CUIUS APEX SALVA ET RELIGIO ET REGIO EST?                | deren Spitze eine gesunde Religion sowie ein gesundes Land ist?               |
| ORDO MAGISTRORUM HIC DESCENDIT, CAPTUI ADAPTANS DOGMATA, | Der Lehrerstand steigt hier herab, die Lehren dem Fassungsvermögen anpassend, |
| UT ASCENDAT CARA IUVENTA GRADUS.                         | damit brave Jugend die Stufen emporsteige.                                    |
| CUR, AIS?                                                | Warum, meinst du?                                                             |
| EUSEBIA UT VIGEAT,                                       | Dass Gottesfurcht blühe                                                       |
| THEMIS UTQUE TRIUMPHET,                                  | und dass Gerechtigkeit triumphiere,                                           |
| SCEPTRA FORIS TENEAT PAX, HYGIEIA DOMI.                  | dass Friede draußen und Gesundheit daheim die Zepter behalten.                |
| HINC SUADENTE MINISTERIO PLAUDENTE SENATU                | Daher wurde auf Rat des Ministeriums und mit Zustimmung des Senats            |
| URBIS SUMPTIBUS HAEC CONDITA SCALA FUIT.                 | aus den Einnahmen der Stadt diese Leiter gegründet.                           |
| SUMME DEUS, DILECTE PARENS,                              | Höchster Gott, geliebter Vater,                                               |
| FAC DIVITES FRUCTU SCALAM, URBEM,                        | mach reich an Frucht die Leiter und die Stadt,                                |
| ET POPULUM HUNC SOSPITET ALMA SALUS 1610                 | und es bewahre dieses Volk ein gütiges Heil. 1610                             |

## Denkmalschutz
Das Gebäude der Lateinschule ist als Einzeldenkmal (§ 3 Abs. 2 NDSchG) wegen seiner geschichtlichen, künstlerischen, wissenschaftlichen und städtebaulichen Bedeutung ausgewiesen. Es ist zugleich Teil der Gruppe baulicher Anlagen (§ 3 Abs. 3 NDSchG) Kirche und Umgebung.